# Championnat du Bénin de football 2003
Navigation
Édition précédente Édition 2007
La saison 2003 du Championnat du Bénin de football est la vingt-neuvième édition du Championnat National, le championnat national de première division au Bénin. Les dix-huit équipes engagées sont réparties en deux poules de neuf, où elles affrontent deux fois leurs adversaires. Les quatre premiers se qualifient pour la poule finale, le dernier de chaque poule est relégué en deuxième division. Les huit qualifiés se retrouvent au sein d'une poule où ils affrontent deux fois les qualifiés issus de l'autre poule.
C'est le tenant du titre, l'AS Dragons de l'Ouémé qui remporte la compétition cette saison après avoir terminé en tête du classement, avec deux points d'avance sur les Buffles du Borgou et sept sur Postel Sport. C'est le douzième titre de champion du Bénin de l'histoire du club.

## Participants
- AS Dragons de l'Ouémé
- Mogas 90 FC
- Requins de l'Atlantique FC
- Soleil FC
- Postel Sport
- Variétés FC
- Donjo FC - Promu de D2
- ASACO de Cotonou
- Cavaliers FC
- Panthères de Djougou
- Énergie Sport FC
- Lions de Natitingou
- Université Nationale du Bénin FC
- Vautours d'Ilacondji
- ASJA d'Avrankou
- AS Tonnerre de Bohicon
- JS Pobè - Promu de D2
- Buffles du Borgou

## Compétition
Les classements sont basés sur le barème de points suivant : victoire à 3 points, match nul à 1, défaite à 0.

### Première phase
| Rang | Équipe                           | Pts | J  | G  | N | P  | Bp | Bc | Diff |
| ---- | -------------------------------- | --- | -- | -- | - | -- | -- | -- | ---- |
| 1    | AS Dragons de l'OuéméT           | 32  | 16 | 9  | 5 | 2  | 23 | 5  | +18  |
| 2    | Soleil FC                        | 32  | 16 | 10 | 2 | 4  | 25 | 12 | +13  |
| 3    | Mogas 90 FC                      | 29  | 16 | 8  | 5 | 3  | 17 | 7  | +10  |
| 4    | Université Nationale du Bénin FC | 29  | 16 | 8  | 5 | 3  | 15 | 8  | +7   |
| 5    | JS PobèP                         | 26  | 16 | 7  | 5 | 4  | 15 | 11 | +4   |
| 6    | AS Tonnerre de Bohicon           | 16  | 16 | 3  | 7 | 6  | 6  | 12 | -6   |
| 7    | ASACO de Cotonou                 | 12  | 16 | 3  | 3 | 10 | 10 | 24 | -14  |
| 8    | Panthères de Djougou             | 11  | 16 | 2  | 5 | 9  | 12 | 26 | -14  |
| 9    | Cavaliers FC                     | 6   | 16 | 1  | 3 | 12 | 11 | 35 | -24  |

| Rang | Équipe                     | Pts | J  | G  | N | P  | Bp | Bc | Diff |
| ---- | -------------------------- | --- | -- | -- | - | -- | -- | -- | ---- |
| 1    | Buffles du Borgou          | 34  | 16 | 10 | 4 | 2  | 33 | 11 | +22  |
| 2    | Postel Sport               | 31  | 16 | 10 | 1 | 5  | 21 | 15 | +6   |
| 3    | Requins de l'Atlantique FC | 30  | 16 | 9  | 3 | 4  | 23 | 14 | +9   |
| 4    | Lions de Natitingou        | 24  | 16 | 7  | 3 | 6  | 16 | 13 | +3   |
| 5    | ASJA d'Avrankou            | 24  | 16 | 7  | 3 | 6  | 22 | 27 | -5   |
| 6    | Donjo FCP                  | 19  | 16 | 6  | 1 | 9  | 16 | 23 | -7   |
| 7    | Énergie Sport FC           | 18  | 16 | 5  | 3 | 8  | 15 | 16 | -1   |
| 8    | Vautours d'Ilacondji       | 16  | 16 | 4  | 4 | 8  | 16 | 24 | -8   |
| 9    | Variétés FC                | 7   | 16 | 1  | 4 | 11 | 5  | 24 | -19  |

### Poule finale
| Rang | Équipe                           | Pts | J | G | N | P | Bp | Bc | Diff |
| ---- | -------------------------------- | --- | - | - | - | - | -- | -- | ---- |
| 1    | AS Dragons de l'OuéméT           | 21  | 8 | 7 | 0 | 1 | 15 | 2  | +13  |
| 2    | Buffles du Borgou                | 19  | 8 | 6 | 1 | 1 | 12 | 5  | +7   |
| 3    | Postel Sport                     | 14  | 8 | 4 | 2 | 2 | 7  | 5  | +2   |
| 4    | Requins de l'Atlantique FC       | 11  | 8 | 3 | 2 | 3 | 7  | 7  | 0    |
| 5    | Soleil FC                        | 9   | 8 | 2 | 3 | 3 | 8  | 8  | 0    |
| 6    | Mogas 90 FCC                     | 8   | 8 | 2 | 2 | 4 | 5  | 6  | -1   |
| 7    | Université Nationale du Bénin FC | 5   | 8 | 1 | 2 | 5 | 4  | 13 | -9   |
| 8    | Lions de Natitingou              | 2   | 8 | 0 | 2 | 6 | 3  | 15 | -12  |

|  | Qualification pour la Ligue des champions de la CAF 2004 |
|  | Qualification pour la Coupe de la confédération 2004     |
|  | T : Tenant du titre C : Vainqueur de la Coupe du Bénin   |

## Bilan de la saison
| Championnat du Bénin de football 2003                             |                                   |
| Champion                                                          | AS Dragons de l'Ouémé (12e titre) |
| Coupes et trophées                                                |                                   |
| Vainqueur de la Coupe du Bénin 2003                               | Mogas 90 FC                       |
| Qualifications continentales                                      |                                   |
| Ligue des champions de la CAF 2004                                | AS Dragons de l'Ouémé             |
| Coupe de la confédération 2004                                    | Mogas 90 FC                       |
| Promotions et relégations                                         |                                   |
| Promus en Championnat National                                    | Cheminots FC                      |
| Promus en Championnat National                                    | Dynamo Unacob FC                  |
| Relégués en Championnat du Bénin de football de deuxième division | Cavaliers FC                      |
| Relégués en Championnat du Bénin de football de deuxième division | Variétés FC                       |